# Phlebotomus orientalis
Phlebotomus orientalis är en tvåvingeart som beskrevs av Aimé Georges Parrot 1936. Phlebotomus orientalis ingår i släktet Phlebotomus och familjen fjärilsmyggor. Arten har tidigare beskrivits som en underart eller synonym till Phlebotomus langeroni.
Arten är en vektor för parasiten Leishmania donovani som kan orsaka sjukdomen leishmaniasis..